# Иерусалимский устав
Иерусали́мский уста́в, также Иерусалимский типикон, Неосавваитский типикон, Устав Лавры святого Саввы (греч. Τυπικὸν τῆς Λαύρας τοῦ Ἁγίου Σάββα) — богослужебный устав, действующий в Русской православной церкви и во всех других поместных Православных церквах.
Первоначальная редакция устава была создана в лавре преподобного Саввы Освященного, близ Иерусалима. Существующий Иерусалимский устав не связан напрямую с древним иерусалимским богослужением, а представляет собой сделанный в Палестине синтез первоначальной и малоазийской редакции Студийского синаксаря. Устав был введён в общежительных обителях всей Палестины, откуда распространился по всему Православному Востоку. На Руси вошёл в широком употреблении во времена митрополита Киевского Киприана.

## История
В первый раз церковный устав был начертан на письме преподобным Саввою Освященным в VI веке и получил название Палестинского, или Иерусалимского. Подлинный устав Саввы был утрачен во время нашествия Хозроя на Палестину.
Патриарх Софроний Иерусалимский восстановил Иерусалимский устав, дополненный в VIII веке трудами Иоанна Дамаскина, Козьмы Маюмского. В таком виде устав скоро вошёл в употребление в греческих церквях и особенно в Студийском монастыре в Константинополе. В этом монастыре он снова был дополнен, в него вошли песнопения Митрофана, Анатолия, самого Феодора Студита, брата его Иосифа, Феофана Начертанного, Иосифа Песнописца и Григория, митрополита Никомидийского. Из последующих дополнений устава особенно замечательны сделанные в Χ веке монахом обители святителя Саввы, Марком, впоследствии епископом Идрунтским. Он внёс в устав так называемые «Марковы главы» — правила о песнопениях Греческой церкви, составленных в IX и Χ веках, в которых определялся порядок богослужения в тех случаях, когда подвижные (переходящие) праздничные или постные дни совпадали с большими неподвижными (непереходящими) праздниками. В последующее время над обработкой церковного устава трудились Никон Черногорец (XI век) и патриарх Константинопольский Филофей. Некоторые статьи Филофеева устава перешли и в славянские списки устава, и в греческие старопечатные типиконы.
В XV веке Иерусалимский устав окончательно вытеснил Студийский устав и распространился по всем церквам и монастырям Греции, в землях южно-славянских и на Руси. Для России Иерусалимский устав был переведён под названием «Ока Церковного» преподобным Афанасием, основателем Высоцкого монастыря, жившим в Константинополе в конце XIV — начале XV веков.
Списки уставов в России видоизменялись и дополнялись службами русским святым. Были составлены храмовые главы на основании греческих статей. Греческие обряды приноравливались к условиям русской жизни. Первое печатное издание Типикона в России, официально исправленное, относится к 1610 году. В 1658—1660 годах на московском Патриаршем печатном дворе был издан трёхтомный «Архиерейский справник», куда вошли Студийский и Иерусалимский уставы, «Деяния семи Вселенских соборов», дополнения и пояснения к обоим уставам, не вошедшие в Типикон, а также некоторые особо редкие песнопения. Ныне один из трёх найденных экземпляров «Справника» находится в отделе древних актов Российской государственной библиотеки, а два в частных коллекциях. Из последующих изданий важнейшее значение имеет устав, изданный в 1682 году при патриархе Иоакиме. Последнее крупная правка Типикона сделана в 1695 года при патриархе Адриане. Позже Типикон добавлялся только службами новопрославленным святым; не устранены даже некоторые ошибки и недосмотры, допущенные справщиками 1695 года.